# Nierośno
Nierośno – wieś w Polsce położona w województwie podlaskim, w powiecie sokólskim, w gminie Dąbrowa Białostocka.
W roku 1613 wieś w powiecie Grodzieńskim WKL.
W okresie międzywojennym działała tu Spółdzielnia Mleczarska w Nierośniu sp.z o.o.
W latach 1954–1972 wieś należała i była siedzibą władz gromady Nierośno. W latach 1975–1998 miejscowość administracyjnie należała do województwa białostockiego.
Stąd pochodzi Czesław Klimuszko, polski duchowny rzymskokatolicki, franciszkanin, zielarz, wizjoner, jasnowidz.
Przez miejscowość przebiega droga wojewódzka nr 673.
Wierni kościoła rzymskokatolickiego należą do parafii Ofiarowania Najświętszej Maryi Panny w Różanymstoku.